# 1327
Portal Geschichte | Portal Biografien | Aktuelle Ereignisse | Jahreskalender | Tagesartikel

◄ |
13. Jahrhundert |
14. Jahrhundert
| 15. Jahrhundert | ►

◄ |
1290er |
1300er |
1310er |
1320er
| 1330er | 1340er | 1350er | ►

◄◄ |
◄ |
1323 |
1324 |
1325 |
1326 |
1327
| 1328 | 1329 | 1330 | 1331 | ► | ►►
Staatsoberhäupter  · Nekrolog
| Januar | Januar | Januar | Januar | Januar | Januar | Januar | Januar |
| Kw     | Mo     | Di     | Mi     | Do     | Fr     | Sa     | So     |
| ------ | ------ | ------ | ------ | ------ | ------ | ------ | ------ |
| 1      |        |        |        | 1      | 2      | 3      | 4      |
| 2      | 5      | 6      | 7      | 8      | 9      | 10     | 11     |
| 3      | 12     | 13     | 14     | 15     | 16     | 17     | 18     |
| 4      | 19     | 20     | 21     | 22     | 23     | 24     | 25     |
| 5      | 26     | 27     | 28     | 29     | 30     | 31     |        |

| Februar | Februar | Februar | Februar | Februar | Februar | Februar | Februar |
| Kw      | Mo      | Di      | Mi      | Do      | Fr      | Sa      | So      |
| ------- | ------- | ------- | ------- | ------- | ------- | ------- | ------- |
| 5       |         |         |         |         |         |         | 1       |
| 6       | 2       | 3       | 4       | 5       | 6       | 7       | 8       |
| 7       | 9       | 10      | 11      | 12      | 13      | 14      | 15      |
| 8       | 16      | 17      | 18      | 19      | 20      | 21      | 22      |
| 9       | 23      | 24      | 25      | 26      | 27      | 28      |         |

| März | März | März | März | März | März | März | März |
| Kw   | Mo   | Di   | Mi   | Do   | Fr   | Sa   | So   |
| ---- | ---- | ---- | ---- | ---- | ---- | ---- | ---- |
| 9    |      |      |      |      |      |      | 1    |
| 10   | 2    | 3    | 4    | 5    | 6    | 7    | 8    |
| 11   | 9    | 10   | 11   | 12   | 13   | 14   | 15   |
| 12   | 16   | 17   | 18   | 19   | 20   | 21   | 22   |
| 13   | 23   | 24   | 25   | 26   | 27   | 28   | 29   |
| 14   | 30   | 31   |      |      |      |      |      |

| April | April | April | April | April | April | April | April |
| Kw    | Mo    | Di    | Mi    | Do    | Fr    | Sa    | So    |
| ----- | ----- | ----- | ----- | ----- | ----- | ----- | ----- |
| 14    |       |       | 1     | 2     | 3     | 4     | 5     |
| 15    | 6     | 7     | 8     | 9     | 10    | 11    | 12    |
| 16    | 13    | 14    | 15    | 16    | 17    | 18    | 19    |
| 17    | 20    | 21    | 22    | 23    | 24    | 25    | 26    |
| 18    | 27    | 28    | 29    | 30    |       |       |       |

| Mai | Mai | Mai | Mai | Mai | Mai | Mai | Mai |
| Kw  | Mo  | Di  | Mi  | Do  | Fr  | Sa  | So  |
| --- | --- | --- | --- | --- | --- | --- | --- |
| 18  |     |     |     |     | 1   | 2   | 3   |
| 19  | 4   | 5   | 6   | 7   | 8   | 9   | 10  |
| 20  | 11  | 12  | 13  | 14  | 15  | 16  | 17  |
| 21  | 18  | 19  | 20  | 21  | 22  | 23  | 24  |
| 22  | 25  | 26  | 27  | 28  | 29  | 30  | 31  |

| Juni | Juni | Juni | Juni | Juni | Juni | Juni | Juni |
| Kw   | Mo   | Di   | Mi   | Do   | Fr   | Sa   | So   |
| ---- | ---- | ---- | ---- | ---- | ---- | ---- | ---- |
| 23   | 1    | 2    | 3    | 4    | 5    | 6    | 7    |
| 24   | 8    | 9    | 10   | 11   | 12   | 13   | 14   |
| 25   | 15   | 16   | 17   | 18   | 19   | 20   | 21   |
| 26   | 22   | 23   | 24   | 25   | 26   | 27   | 28   |
| 27   | 29   | 30   |      |      |      |      |      |

| Juli | Juli | Juli | Juli | Juli | Juli | Juli | Juli |
| Kw   | Mo   | Di   | Mi   | Do   | Fr   | Sa   | So   |
| ---- | ---- | ---- | ---- | ---- | ---- | ---- | ---- |
| 27   |      |      | 1    | 2    | 3    | 4    | 5    |
| 28   | 6    | 7    | 8    | 9    | 10   | 11   | 12   |
| 29   | 13   | 14   | 15   | 16   | 17   | 18   | 19   |
| 30   | 20   | 21   | 22   | 23   | 24   | 25   | 26   |
| 31   | 27   | 28   | 29   | 30   | 31   |      |      |

| August | August | August | August | August | August | August | August |
| Kw     | Mo     | Di     | Mi     | Do     | Fr     | Sa     | So     |
| ------ | ------ | ------ | ------ | ------ | ------ | ------ | ------ |
| 31     |        |        |        |        |        | 1      | 2      |
| 32     | 3      | 4      | 5      | 6      | 7      | 8      | 9      |
| 33     | 10     | 11     | 12     | 13     | 14     | 15     | 16     |
| 34     | 17     | 18     | 19     | 20     | 21     | 22     | 23     |
| 35     | 24     | 25     | 26     | 27     | 28     | 29     | 30     |
| 36     | 31     |        |        |        |        |        |        |

| September | September | September | September | September | September | September | September |
| Kw        | Mo        | Di        | Mi        | Do        | Fr        | Sa        | So        |
| --------- | --------- | --------- | --------- | --------- | --------- | --------- | --------- |
| 36        |           | 1         | 2         | 3         | 4         | 5         | 6         |
| 37        | 7         | 8         | 9         | 10        | 11        | 12        | 13        |
| 38        | 14        | 15        | 16        | 17        | 18        | 19        | 20        |
| 39        | 21        | 22        | 23        | 24        | 25        | 26        | 27        |
| 40        | 28        | 29        | 30        |           |           |           |           |

| Oktober | Oktober | Oktober | Oktober | Oktober | Oktober | Oktober | Oktober |
| Kw      | Mo      | Di      | Mi      | Do      | Fr      | Sa      | So      |
| ------- | ------- | ------- | ------- | ------- | ------- | ------- | ------- |
| 40      |         |         |         | 1       | 2       | 3       | 4       |
| 41      | 5       | 6       | 7       | 8       | 9       | 10      | 11      |
| 42      | 12      | 13      | 14      | 15      | 16      | 17      | 18      |
| 43      | 19      | 20      | 21      | 22      | 23      | 24      | 25      |
| 44      | 26      | 27      | 28      | 29      | 30      | 31      |         |

| November | November | November | November | November | November | November | November |
| Kw       | Mo       | Di       | Mi       | Do       | Fr       | Sa       | So       |
| -------- | -------- | -------- | -------- | -------- | -------- | -------- | -------- |
| 44       |          |          |          |          |          |          | 1        |
| 45       | 2        | 3        | 4        | 5        | 6        | 7        | 8        |
| 46       | 9        | 10       | 11       | 12       | 13       | 14       | 15       |
| 47       | 16       | 17       | 18       | 19       | 20       | 21       | 22       |
| 48       | 23       | 24       | 25       | 26       | 27       | 28       | 29       |
| 49       | 30       |          |          |          |          |          |          |

| Dezember | Dezember | Dezember | Dezember | Dezember | Dezember | Dezember | Dezember |
| Kw       | Mo       | Di       | Mi       | Do       | Fr       | Sa       | So       |
| -------- | -------- | -------- | -------- | -------- | -------- | -------- | -------- |
| 49       |          | 1        | 2        | 3        | 4        | 5        | 6        |
| 50       | 7        | 8        | 9        | 10       | 11       | 12       | 13       |
| 51       | 14       | 15       | 16       | 17       | 18       | 19       | 20       |
| 52       | 21       | 22       | 23       | 24       | 25       | 26       | 27       |
| 53       | 28       | 29       | 30       | 31       |          |          |          |

| Januar | Januar | Januar | Januar | Januar | Januar | Januar | Januar |
| Kw     | Mo     | Di     | Mi     | Do     | Fr     | Sa     | So     |
| ------ | ------ | ------ | ------ | ------ | ------ | ------ | ------ |
| 1      |        |        |        | 1      | 2      | 3      | 4      |
| 2      | 5      | 6      | 7      | 8      | 9      | 10     | 11     |
| 3      | 12     | 13     | 14     | 15     | 16     | 17     | 18     |
| 4      | 19     | 20     | 21     | 22     | 23     | 24     | 25     |
| 5      | 26     | 27     | 28     | 29     | 30     | 31     |        |

| Februar | Februar | Februar | Februar | Februar | Februar | Februar | Februar |
| Kw      | Mo      | Di      | Mi      | Do      | Fr      | Sa      | So      |
| ------- | ------- | ------- | ------- | ------- | ------- | ------- | ------- |
| 5       |         |         |         |         |         |         | 1       |
| 6       | 2       | 3       | 4       | 5       | 6       | 7       | 8       |
| 7       | 9       | 10      | 11      | 12      | 13      | 14      | 15      |
| 8       | 16      | 17      | 18      | 19      | 20      | 21      | 22      |
| 9       | 23      | 24      | 25      | 26      | 27      | 28      |         |

| März | März | März | März | März | März | März | März |
| Kw   | Mo   | Di   | Mi   | Do   | Fr   | Sa   | So   |
| ---- | ---- | ---- | ---- | ---- | ---- | ---- | ---- |
| 9    |      |      |      |      |      |      | 1    |
| 10   | 2    | 3    | 4    | 5    | 6    | 7    | 8    |
| 11   | 9    | 10   | 11   | 12   | 13   | 14   | 15   |
| 12   | 16   | 17   | 18   | 19   | 20   | 21   | 22   |
| 13   | 23   | 24   | 25   | 26   | 27   | 28   | 29   |
| 14   | 30   | 31   |      |      |      |      |      |

| April | April | April | April | April | April | April | April |
| Kw    | Mo    | Di    | Mi    | Do    | Fr    | Sa    | So    |
| ----- | ----- | ----- | ----- | ----- | ----- | ----- | ----- |
| 14    |       |       | 1     | 2     | 3     | 4     | 5     |
| 15    | 6     | 7     | 8     | 9     | 10    | 11    | 12    |
| 16    | 13    | 14    | 15    | 16    | 17    | 18    | 19    |
| 17    | 20    | 21    | 22    | 23    | 24    | 25    | 26    |
| 18    | 27    | 28    | 29    | 30    |       |       |       |

| Mai | Mai | Mai | Mai | Mai | Mai | Mai | Mai |
| Kw  | Mo  | Di  | Mi  | Do  | Fr  | Sa  | So  |
| --- | --- | --- | --- | --- | --- | --- | --- |
| 18  |     |     |     |     | 1   | 2   | 3   |
| 19  | 4   | 5   | 6   | 7   | 8   | 9   | 10  |
| 20  | 11  | 12  | 13  | 14  | 15  | 16  | 17  |
| 21  | 18  | 19  | 20  | 21  | 22  | 23  | 24  |
| 22  | 25  | 26  | 27  | 28  | 29  | 30  | 31  |

| Juni | Juni | Juni | Juni | Juni | Juni | Juni | Juni |
| Kw   | Mo   | Di   | Mi   | Do   | Fr   | Sa   | So   |
| ---- | ---- | ---- | ---- | ---- | ---- | ---- | ---- |
| 23   | 1    | 2    | 3    | 4    | 5    | 6    | 7    |
| 24   | 8    | 9    | 10   | 11   | 12   | 13   | 14   |
| 25   | 15   | 16   | 17   | 18   | 19   | 20   | 21   |
| 26   | 22   | 23   | 24   | 25   | 26   | 27   | 28   |
| 27   | 29   | 30   |      |      |      |      |      |

| Juli | Juli | Juli | Juli | Juli | Juli | Juli | Juli |
| Kw   | Mo   | Di   | Mi   | Do   | Fr   | Sa   | So   |
| ---- | ---- | ---- | ---- | ---- | ---- | ---- | ---- |
| 27   |      |      | 1    | 2    | 3    | 4    | 5    |
| 28   | 6    | 7    | 8    | 9    | 10   | 11   | 12   |
| 29   | 13   | 14   | 15   | 16   | 17   | 18   | 19   |
| 30   | 20   | 21   | 22   | 23   | 24   | 25   | 26   |
| 31   | 27   | 28   | 29   | 30   | 31   |      |      |

| August | August | August | August | August | August | August | August |
| Kw     | Mo     | Di     | Mi     | Do     | Fr     | Sa     | So     |
| ------ | ------ | ------ | ------ | ------ | ------ | ------ | ------ |
| 31     |        |        |        |        |        | 1      | 2      |
| 32     | 3      | 4      | 5      | 6      | 7      | 8      | 9      |
| 33     | 10     | 11     | 12     | 13     | 14     | 15     | 16     |
| 34     | 17     | 18     | 19     | 20     | 21     | 22     | 23     |
| 35     | 24     | 25     | 26     | 27     | 28     | 29     | 30     |
| 36     | 31     |        |        |        |        |        |        |

| September | September | September | September | September | September | September | September |
| Kw        | Mo        | Di        | Mi        | Do        | Fr        | Sa        | So        |
| --------- | --------- | --------- | --------- | --------- | --------- | --------- | --------- |
| 36        |           | 1         | 2         | 3         | 4         | 5         | 6         |
| 37        | 7         | 8         | 9         | 10        | 11        | 12        | 13        |
| 38        | 14        | 15        | 16        | 17        | 18        | 19        | 20        |
| 39        | 21        | 22        | 23        | 24        | 25        | 26        | 27        |
| 40        | 28        | 29        | 30        |           |           |           |           |

| Oktober | Oktober | Oktober | Oktober | Oktober | Oktober | Oktober | Oktober |
| Kw      | Mo      | Di      | Mi      | Do      | Fr      | Sa      | So      |
| ------- | ------- | ------- | ------- | ------- | ------- | ------- | ------- |
| 40      |         |         |         | 1       | 2       | 3       | 4       |
| 41      | 5       | 6       | 7       | 8       | 9       | 10      | 11      |
| 42      | 12      | 13      | 14      | 15      | 16      | 17      | 18      |
| 43      | 19      | 20      | 21      | 22      | 23      | 24      | 25      |
| 44      | 26      | 27      | 28      | 29      | 30      | 31      |         |

| November | November | November | November | November | November | November | November |
| Kw       | Mo       | Di       | Mi       | Do       | Fr       | Sa       | So       |
| -------- | -------- | -------- | -------- | -------- | -------- | -------- | -------- |
| 44       |          |          |          |          |          |          | 1        |
| 45       | 2        | 3        | 4        | 5        | 6        | 7        | 8        |
| 46       | 9        | 10       | 11       | 12       | 13       | 14       | 15       |
| 47       | 16       | 17       | 18       | 19       | 20       | 21       | 22       |
| 48       | 23       | 24       | 25       | 26       | 27       | 28       | 29       |
| 49       | 30       |          |          |          |          |          |          |

| Dezember | Dezember | Dezember | Dezember | Dezember | Dezember | Dezember | Dezember |
| Kw       | Mo       | Di       | Mi       | Do       | Fr       | Sa       | So       |
| -------- | -------- | -------- | -------- | -------- | -------- | -------- | -------- |
| 49       |          | 1        | 2        | 3        | 4        | 5        | 6        |
| 50       | 7        | 8        | 9        | 10       | 11       | 12       | 13       |
| 51       | 14       | 15       | 16       | 17       | 18       | 19       | 20       |
| 52       | 21       | 22       | 23       | 24       | 25       | 26       | 27       |
| 53       | 28       | 29       | 30       | 31       |          |          |          |

## Ereignisse

### Politik und Weltgeschehen

#### Papsttum und Heiliges Römisches Reich
- Januar: Ludwig IV. beginnt seinen Italienzug und bleibt dort bis 1330. Als Motiv wird in den zeitgenössischen italienischen Quellen das Hilfeersuchen von kaiserlich gesinnten Kräften in Reichsitalien gegen die Guelfen betont.
- 3. April: Der in Avignon residierende Papst Johannes XXII. entzieht Ludwig die ererbte Würde als Herzog von Bayern. In der päpstlichen Korrespondenz wird der Wittelsbacher abwertend nur noch als Ludovicus Bavarus („Ludwig der Bayer“) bezeichnet und ihm damit jeder Rang und jegliche Würde abgesprochen.
- 31. Mai: Ludwig IV. wird in Mailand zum König von Italien gekrönt.
- Sommer (?): Der Generalminister der Franziskaner, Michael von Cesena, und Bonagratia von Bergamo werden nach Avignon zitiert und hier im Inquisitionskeller der päpstlichen Burg gefangengehalten.
- 23. Oktober: Johannes XXII. erklärt fünf Thesen des Defensor pacis (des Marsilius von Padua) für häretisch, deren Verfechtung mit Exkommunikation bestraft wird und erklärt Ludwig IV. zum Ketzer.
- Schlesien wird Böhmen angegliedert.

#### Osteuropa
- 15. August: Der Aufstand der Twerer Bevölkerung gegen die tatarische Garnison wird von der mongolischen Goldenen Horde unter Usbek Khan blutig niedergeschlagen. Der Vergeltungsaktion der Tataren schließen sich die konkurrierenden Moskauer unter Iwan Kalita an. Alexander Michailowitsch flieht nach Pleskau, das zu dieser Zeit unter litauischem Einfluss steht. - In der Folge lehnt sich Moskau eng an die Tataren an, während das Fürstentum Twer im Großfürstentum Litauen einen Verbündeten sucht.

#### England
- Januar: Der englische König Edward II. erklärt in der Gefangenschaft in Berkeley (Gloucestershire) infolge der Invasion Englands durch Königin Isabelle seinen Thronverzicht. Wenige Tage später wird sein Sohn Edward III. zum König von England gekrönt. Der Vierzehnjährige befindet sich unter der Vormundschaft seiner Mutter Isabelle de France und ihres Geliebten Roger Mortimer, 1. Earl of March.
- März: Nach der Eroberung von Caerphilly Castle durch Truppen Isabelles und Mortimers wird der Raub des Schatzes von König Eduard II. entdeckt.
- Ab Mitte Juli versucht ein englisches Heer, in der Weardale Campaign ein schottisches Heer zu stellen, das in Nordengland eingefallen ist. Obwohl sich die Heere mehrere Tage lang am Wear gegenüberstehen, kommt es zu keiner Schlacht. Schließlich verlassen die Schotten in der Nacht zum 8. August heimlich nachts ihre Stellungen und kehren nach Schottland zurück, das englische Heer erreicht am 9. August wieder Durham.
- 21. September: Edward II. wird im Gefängnis der Burg von Berkeley (Gloucestershire) vermutlich ermordet. Die Umstände seines Todes bleiben jedoch ungeklärt, offiziell stirbt er eines natürlichen Todes.

#### Asien

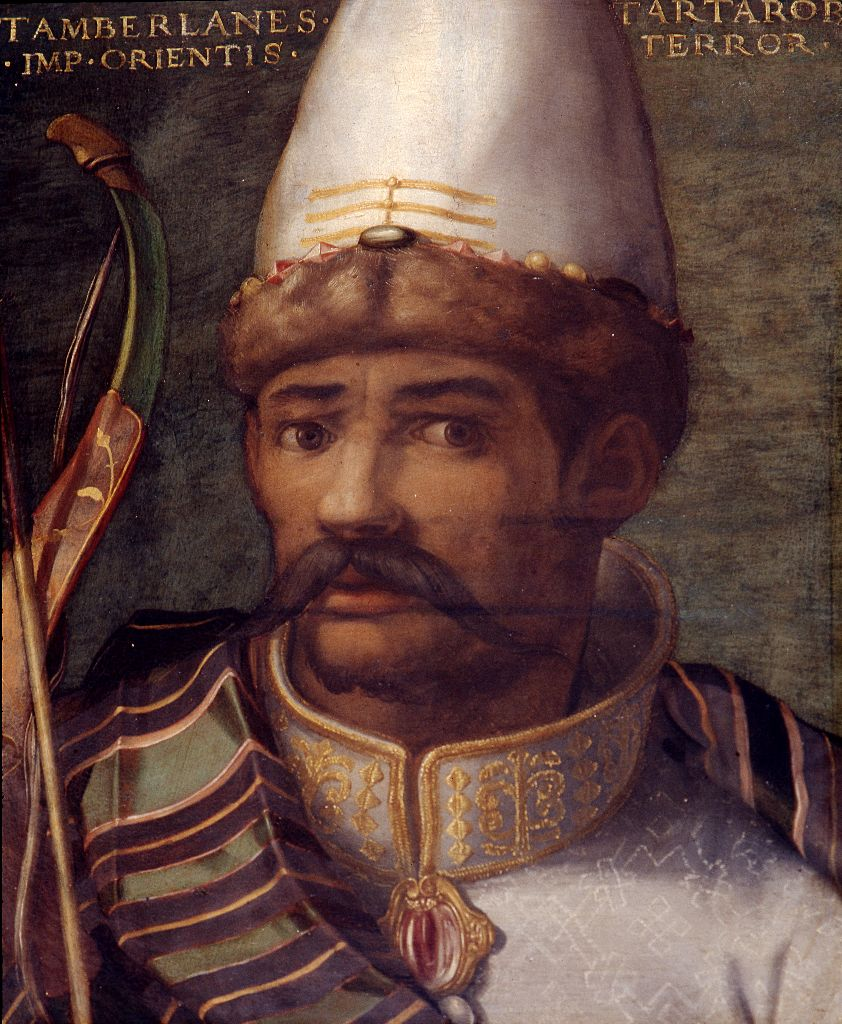
Tarmaschirin

- Ala ad-Din Tarmaschirin wird Khan der Tschagatai-Mongolen.

#### Stadtrechte und Urkundliche Ersterwähnungen
- 13. August: Im Rahmen der Erweiterung der Stadtmauern von Siena wird das Fundament für das Stadttor Porta Romana gelegt.
- Appingedam, Rheine und Steenwijk erhalten die Stadtrechte.
- Saulcy wird erstmals urkundlich erwähnt.
- Matzendorf, heute Matzendorf-Hölles, wird erstmals urkundlich erwähnt.

### Wissenschaft und Technik
- Johannes Buridan wird Rektor der Universität Paris.

### Kultur
- 6. April: Der italienische Dichter Petrarca trifft nach eigenen Angaben auf die verheiratete Laura und schreibt in den Folgejahren 317 Sonette.
- Giovanni Boccaccio trifft in Neapel ein, um Kaufmann zu werden.

### Religion
- 24. Januar: Meister Eckhart lässt eine Appellation vor den Untersuchungsrichtern verlesen. Als Zeuge ist Johannes von Dambach anwesend.
- 13. Februar: Im Anschluss an eine Predigt gibt Eckhart eine öffentliche Erklärung auf Latein ab (Protestatio), die er von Konrad von Halberstadt dem Älteren auf Deutsch übersetzen lässt.
- 3. April: Johannes XXII. verurteilt in der Bulle Licet iuxta doctrinam Marsilius von Padua als Ketzer.

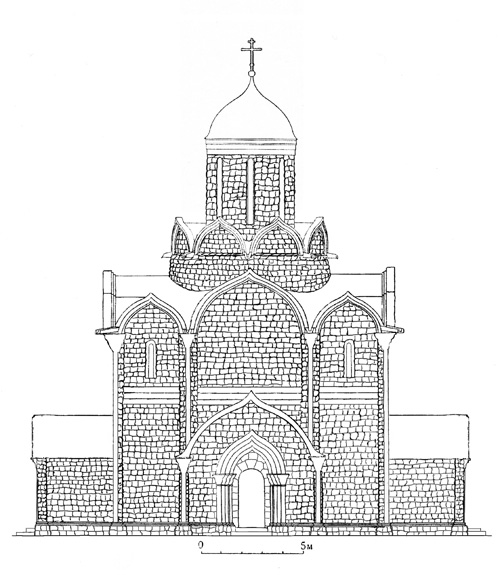
Rekonstruktion der Kathedrale von 1326/27 (Sergei Sagrajewski)

- 4. August: Die unter Iwan Kalita im Moskauer Kreml errichtete Mariä-Himmelfahrts-Kathedrale wird nach einjähriger Bauzeit eingeweiht.
- Herbst/Winter: Eine Theologen-Kommission in Avignon gibt ein Gutachten zu den beanstandeten Sätzen Eckharts ab, die auf 28 reduziert werden und sich schließlich in modifizierter Form und Reihenfolge in der Bulle In agro dominico von 1329 wiederfinden.
- Berthold von Moosburg ist Lesemeister im Regensburger Dominikanerkloster.
- um 1327:  Durandus de San Porciano bringt seine Lectura (von 1303 bis 1307) des Sentenzenwerkes des Petrus Lombardus in die endgültige dritte Fassung.

### Katastrophen
- 13./14. Februar: Der Stadtbrand von München vernichtet innerhalb von zwei Tagen zwei Drittel der Stadt, rund 30 Menschen kommen ums Leben.

## Geboren

### Geburtsdatum gesichert
- 2. Oktober: Baldus de Ubaldis, italienischer Rechtsgelehrter († 1400)
- 30. November: Andreas, ungarischer Prinz († 1345)

### Genaues Geburtsdatum unbekannt
- Juan de la Cerda, Herr von El Puerto de Santa María und Gibraleón sowie Vogt von Sevilla († 1357)
- Friedrich III., Markgraf von Baden († 1353)
- Heinrich, Herr von Joinville und Graf von Vaudémont († 1365)
- Tādsch ad-Dīn as-Subkī, islamischer Rechtsgelehrter († 1370)
- Władysław, Herzog von Kujawien († 1388)

## Gestorben

### Erstes Halbjahr
- 29. Januar: Adolf von der Pfalz, Graf der Pfalz (* 1300)
- 3. Februar: Heinrich der Sanftmütige, Herzog von Österreich (* 1299)
- 27. Februar: William Latimer, englischer Adeliger, Militär und Verwalter (* um 1276)
- 19. März: Anna von Österreich, Markgräfin von Brandenburg und Herzogin von Breslau (* 1275/1280)
- 9. April: Walter Stewart, Guardian of Scotland (* um 1296)
- 10. April: Friedrich I., Graf von Veldenz
- 28. Mai: Robert Baldock, englischer Geistlicher
- 30. Mai: Jens Grand, dänischer kirchlicher Politiker (* um 1260)

### Zweites Halbjahr
- 4. Juli: Stefano Visconti, dritter Sohn des Matteo I. Visconti, des Herrn über Mailand (* 1288)
- 16. August: Vital du Four, französischer Theologe, Philosoph und Alchemist (* um 1260)
- 27. August: Thomas Cobham, englischer Diplomat und Geistlicher (* um 1265)
- 1. September: Foulques de Villaret, Großmeister des Johanniterordens
- 14. September: Gebhard III. von Graisbach, Fürstbischof von Eichstätt

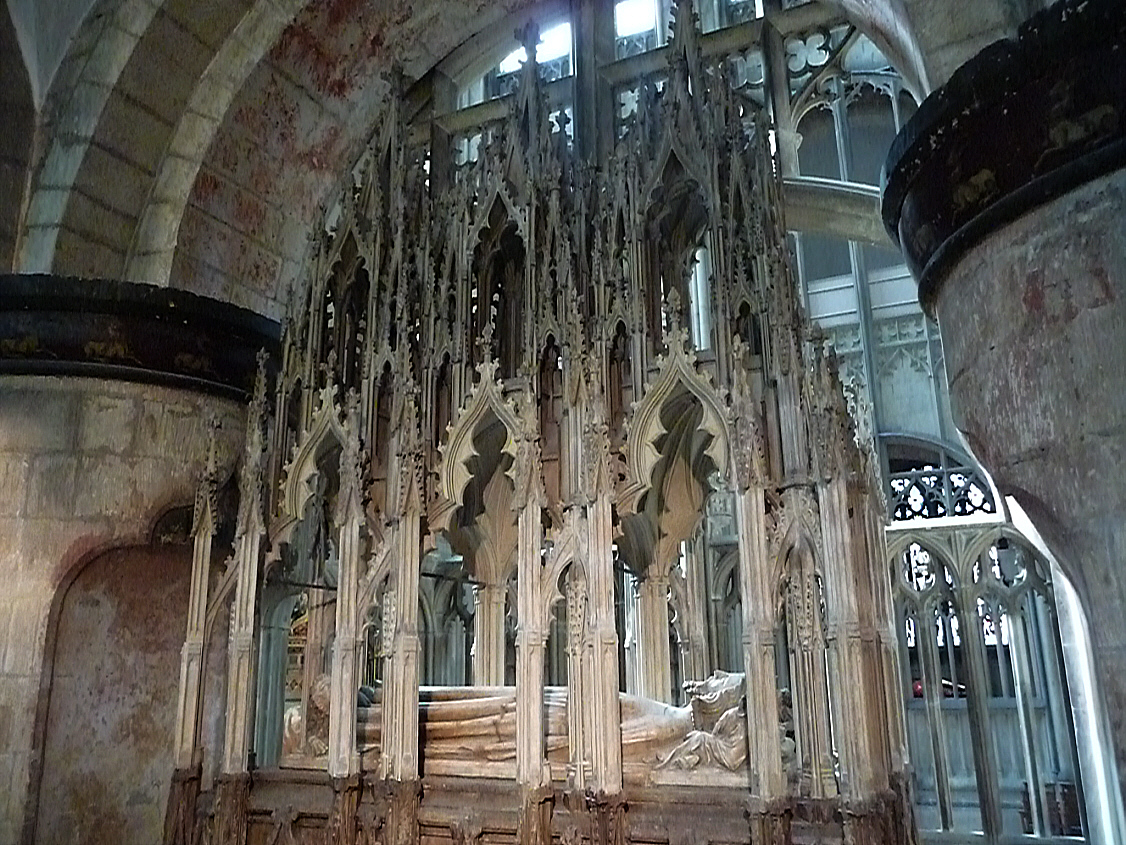
Grabdenkmal von Eduard II. in der Kathedrale von Gloucester

- 21. September: Eduard II., König von England (* 1284)
- 26. September: Cecco d’Ascoli, italienischer Dichter, Arzt, Astronom, Astrologe und Freidenker (* 1269)
- 30. September: Dino del Garbo, italienischer Mediziner und Hochschullehrer (* um 1280)
- 21. Oktober: Guido Tarlati, italienischer Bischof
- 24. Oktober: Ascher ben Jechiel, deutscher Talmudist (* um 1250)
- 26. Oktober: Elizabeth de Burgh, Königin von Schottland und zweite Ehefrau von Robert the Bruce (* um 1284)
- 28. Oktober: Teresa d’Entença, Gräfin von Urgell
- 2. November: Jakob II., König von Aragonien und Sizilien (* 1267)
- 16. November: Walter Reynolds, englischer Geistlicher
- November: Amir Tschupan, Fürst der Ilchane
- 4. Dezember: Beatrix von Holte, Fürstäbtissin des Stifts Essen (* um 1250)

### Genaues Todesdatum unbekannt
- zwischen 4. März und 24. Mai: Maud de Clare, anglo-irische Adelige (* um 1276)
- Elisabeth von Orlamünde, Markgräfin von Meißen (* um 1265)
- Heideke von Erffa, Erzbischof von Magdeburg
- Gunzelin VI., Graf von Schwerin
- Künga Lodrö Gyeltshen Pel Sangpo, Person des tibetischen Buddhismus (* 1299)
- Johannes Palaiologos-Komnenos, Prinz von Byzanz (* um 1292)
- Tolomeo da Lucca, Theologe, Verfasser von kirchenpolitischen Streitschriften und Bischof (* 1236)

### Gestorben um 1327
- 19. Dezember 1325 oder 1327: Agnes, französische Prinzessin (* 1260)
- nach 1327: Anna von Munzingen, deutsche Dominikanerin und Priorin im Kloster Adelhausen